# روبرت هامر (سياسي)
روبرت هامر هو كاتب عدل ‏ وسياسي أسترالي، ولد في 29 يوليو 1916 في ملبورن في أستراليا، وتوفي في 23 مارس 2004 في كيو ‏ في أستراليا بسبب نوبة قلبية. نشط حزبياً في الحزب الليبرالي الأسترالي.

## مناصب
- انتخب عضو الجمعية التشريعية  في فيكتوريا ‏ عن دائرة Electoral district of Kew [الإنجليزية]‏ (1 أبريل 1971 – 1 يوليو 1981).
- انتخب عضو المجلس التشريعي الفيكتوري ‏ عن دائرة East Yarra Province [الإنجليزية]‏ (21 يونيو 1958 – 17 مارس 1971).
- انتخب Premier of Victoria [الإنجليزية]‏ (23 أغسطس 1972 – 5 يونيو 1981).
- انتخب عضو الجمعية التشريعية  في فيكتوريا ‏ عن دائرة Electoral district of Kew [الإنجليزية]‏ (17 أبريل 1971 – 17 يوليو 1981).